# Фин, Александр Абрамович
Александр Абрамович Фин (1908 — 1944) — советский учёный, конструктор РЛС и радиоаппаратуры связи. Один из основателей советской военной радиолокации.

## Биография
Родился в 1908 году в Саратове. Ещё в школе увлёкся конструированием радиоаппаратуры. Окончил МЭИ (1935). Инженер Остехбюро, с 1938 года — главный инженер НИИ-20 радиопромышленности.
Руководил разработкой радиолокационных станций РУС-2С (наземная), Гнейс-2 и Гнейс-2М (самолётные), Гюйс-1 и Гюйс-2 (корабельные).
Умер 20 апреля 1944 года в результате тяжёлой болезни.
Сын — Виктор (р. 1934), специалист в области импульсной техники и программирования, кандидат технических наук (1970).

## Награды и премии
- Сталинская премия второй степени (1943) — за создание нового типа радиостанций
- два ордена, один из которых получил за участие в разработке телетанка ТТ-БТ-7.